# 下農走
下農走（日语：／ Shimono Hashiru，1997年3月21日—），日本男子羽毛球运动员，亦為現役日本國家羽毛球隊（B隊）成員。大阪府出生，畢業於大東中学校及東大阪大學柏原高校，2015年起加入Tonami運輸株式會社，現隸屬於本社的物品販賣事業部，並為該社的羽毛球隊成員，隊員編號3號。

## 簡歷
2016年3月，下農走出戰波蘭羽毛球公開賽，在準决赛中以1比2 （19-21、21-15、17-21）不敌芬兰的埃图·海诺。随后5月，他出戰越南羽毛球國際挑戰賽，同样在準决赛中以0比2 （13-21、14-21）不敌赛会头号种子、越南一哥的阮進明。

## 主要比賽成績
只列出曾進入準決賽的國際賽事成績：
| 年份   | 賽事                     | 公開賽級別 | 項目     | 拍檔     | 成績   |
| ------ | ------------------------ | ---------- | -------- | -------- | ------ |
| 2013年 | 亞洲青年羽毛球錦標賽     | 其他       | 混合團體 | －       | 季軍   |
| 2014年 | 亞洲青年羽毛球錦標賽     | 其他       | 混合團體 | －       | 季軍   |
| 2014年 | 亞洲青年羽毛球錦標賽     | 其他       | 男子雙打 | 常山幹太 | 季軍   |
| 2014年 | 世界青年羽毛球錦標賽     | 其他       | 混合團體 | －       | 季軍   |
| 2016年 | 波蘭羽毛球公開賽         | 國際挑戰賽 | 男子單打 | －       | 準決賽 |
| 2016年 | 越南羽毛球國際挑戰賽     | 國際挑戰賽 | 男子單打 | －       | 準決賽 |
| 2018年 | 南澳洲羽毛球國際賽       | 國際挑戰賽 | 男子單打 | －       | 準決賽 |
| 2019年 | 愛沙尼亞羽毛球國際賽     | 國際系列賽 | 男子單打 | －       | 準決賽 |
| 2019年 | 瑞典羽毛球公開賽         | 國際系列賽 | 男子單打 | －       | 準決賽 |
| 2019年 | 大阪羽毛球國際挑戰賽     | 國際挑戰賽 | 男子單打 | －       | 準決賽 |
| 2019年 | 秋田羽毛球大師賽         | 超級100賽  | 男子單打 | －       | 準決賽 |
| 2019年 | 馬來西亞羽毛球國際挑戰賽 | 國際挑戰賽 | 男子單打 | －       | 準決賽 |
| 2020年 | 愛沙尼亞羽毛球國際賽     | 國際系列賽 | 男子單打 | －       | 冠軍   |
| 2020年 | 瑞典羽毛球公開賽         | 國際系列賽 | 男子單打 | －       | 準決賽 |
| 2022年 | 加拿大羽毛球國際挑戰賽   | 國際挑戰賽 | 男子雙打 | 金子真大 | 亞軍   |
| 2023年 | 北馬里亞納羽毛球公開賽   | 國際挑戰賽 | 混合雙打 | 重田美空 | 亞軍   |

| 2007-2017年 | 首要超級賽 | 超級賽 | 黃金大獎賽 | 大獎賽 | 國際挑戰賽 | 國際系列賽 | 未來系列賽 | 其他 |

| 2018-2026年 | 總決賽 | 超級1000賽 | 超級750賽 | 超級500賽 | 超級300賽 | 超級100賽 | 國際挑戰賽 | 國際系列賽 | 未來系列賽 | 其他 |